# Korea Exchange

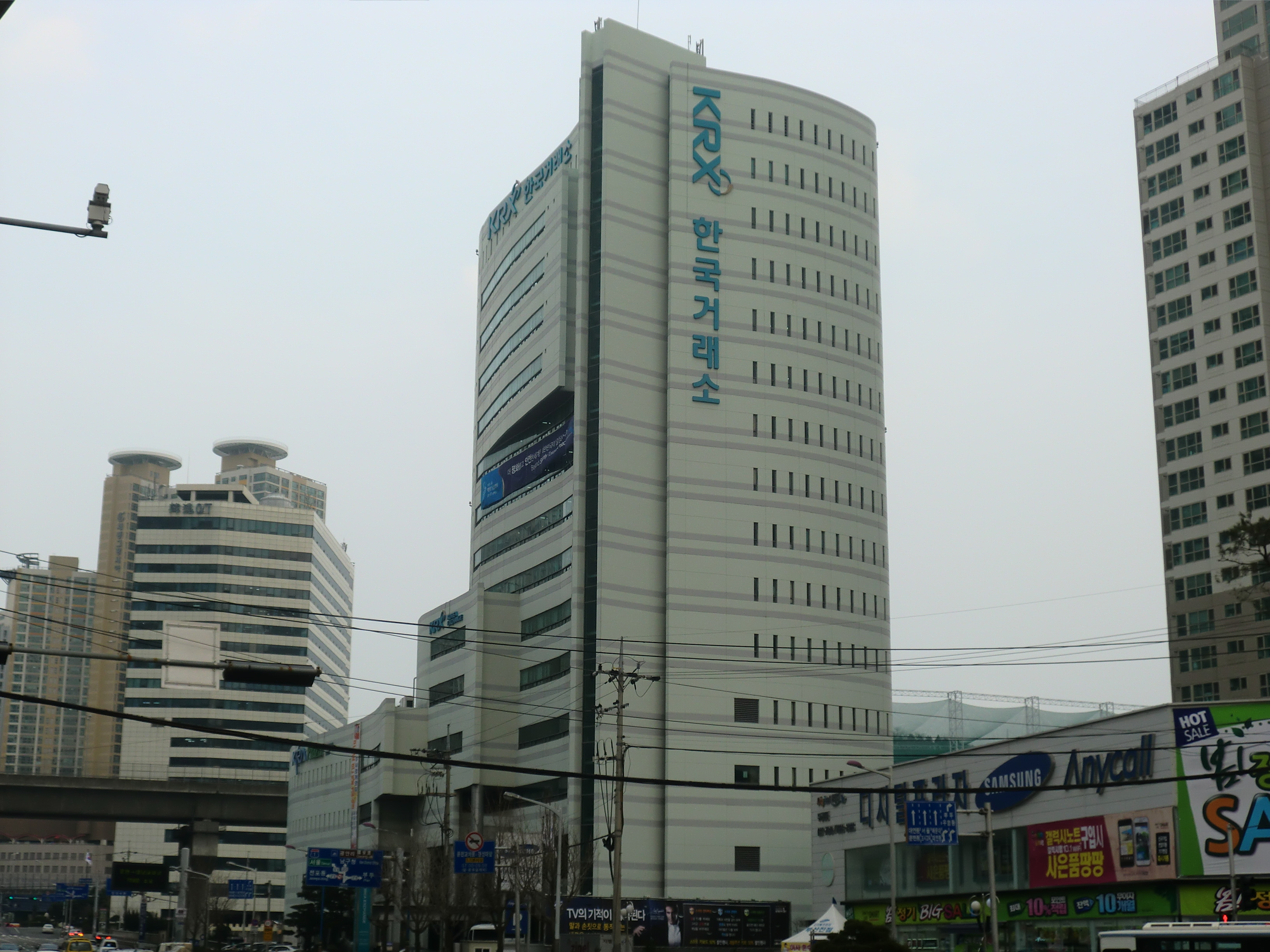
Korea Exchange - budynek w mieście Pusan.

Korea Exchange – giełda papierów wartościowych w Korei Południowej; zlokalizowana w mieście Pusan. Powstała w 2005 roku.